# 空飛ぶ戦艦
『空飛ぶ戦艦』（そらとぶせんかん）は、1966年に東宝が企画した特撮映画。諸般の事情で製作されずに終わった。

## 企画から製作中止まで
円谷英二がかねてから暖めていたアイデア「空中戦艦」をもとに関沢新一の書いたプロット集を経て、1966年には関沢による第1稿（全126ページ）まで製作が進行した。共作は和田嘉訓だったが第2稿が存在せず、第1稿で製作が中止されたと考えられる。

## ストーリー
アマゾンに本拠地を持つ秘密結社「NOO」が、世界征服のために破壊工作を開始した。世界各地にNOOの潜水艦が現れる中、世間に認められないまま死んでいった科学者の娘が率いる国際連合宇宙海軍所属の万能戦艦「スーパーノア」は、NOOを迎え撃つ。

## 影響
「世界征服をたくらむ秘密結社を空飛ぶメカが迎え撃つ」というプロットは、後に円谷プロダクションが製作した特撮テレビドラマ『マイティジャック』に受け継がれた。また、すでに小松崎茂が轟天号に可変翼を追加したような空中戦艦「スーパーノア」のデザイン画を描いており、成田亨が「空中戦艦」のデザイン画を描き起こしていた。大艦巨砲主義以降のミサイル万能主義時代の戦艦として、砲塔を廃したうえで艦橋も流線型化したデザインは、後に『ウルトラセブン』のウルトラホーク1号に流用されたほか、『マイティジャック』のマイティ号にも流用されている。
書籍『ゴジラ画報』では、映画『緯度0大作戦』についても本作品からの影響を指摘している。

## スタッフ
- 脚本 - 関沢新一、和田嘉訓
- メカニックデザイン - 小松崎茂[出典 3]、成田亨[4]

### 予定されていたスタッフ
- 製作総指揮 - 田中友幸[4]
- 音楽 - 伊福部昭[要出典]
- 監督 - 本多猪四郎[4]
- 企画、特技監督 - 円谷英二[4]